# Chthonius minutus
Chthonius minutus är en spindeldjursart som beskrevs av Max Vachon 1940. Chthonius minutus ingår i släktet Chthonius och familjen käkklokrypare. Inga underarter finns listade i Catalogue of Life.